# St. Theresia (Kassel)

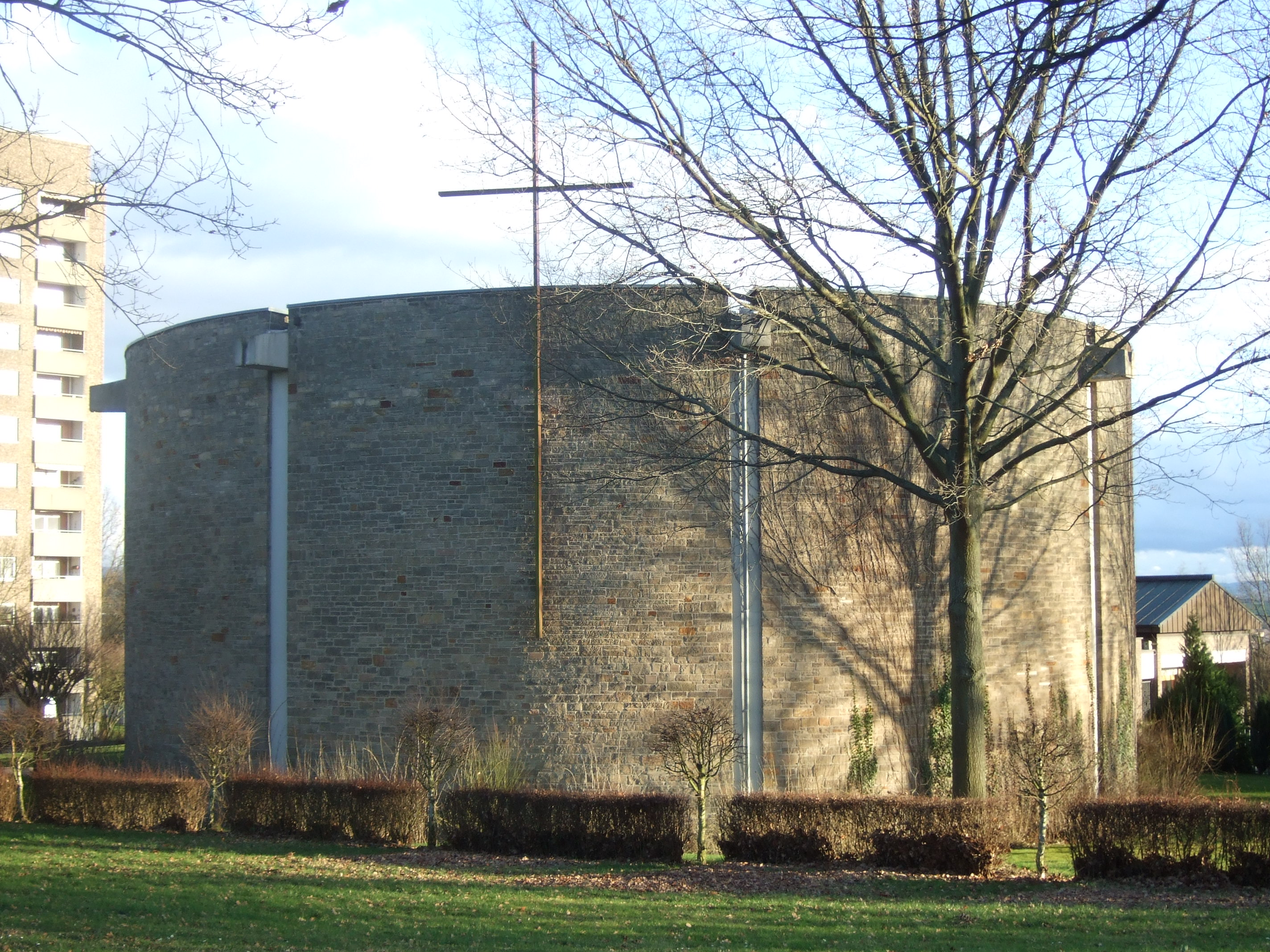

St. Theresia vom Kinde Jesu ist eine römisch-katholische Pfarrkirche in Kassel-Niederzwehren, die zum Bistum Fulda gehört. Das Kirchengebäude ist an der Heinrich-Schütz-Allee gelegen.

## Geschichte
Die Pfarrgemeinde St. Theresia ist eine der gegenwärtig 14 katholischen Kirchengemeinden in der nordhessischen Großstadt Kassel, in der die Katholiken in der Diaspora leben. Sie gehört dem Pastoralverbund „Seliger Adolph Kolping“ in Kassel-Süd–Baunatal an, zu dem auch die Kasseler Kirchengemeinden Herz Jesu und St. Nikolaus von Flüe sowie die Umland-Kirchengemeinde Christus-Erlöser in Baunatal gehören.
Die Kirche steht unter dem Patrozinium der heiligen Therese von Lisieux, der sogenannten „kleinen heiligen Theresia“, die sich als Nonne im Orden der Unbeschuhten Karmelitinnen den Ordensnamen „Thérèse de l’enfant Jesus“ (Therese vom Kinde Jesus) wählte. Sie wurde 1925 von Pius XI. heiliggesprochen und 1997 von Papst Johannes Paul II. zur Kirchenlehrerin erhoben; ihren Gedenktag feiert die katholische Kirche am 1. Oktober.

## Architektur
Die Kirche wurde 1970 nach den Plänen des Kasseler Architekten Josef Bieling (1919–1981) erbaut. Sie ist ein markanter Rundbau. Die hohen Außenwandflächen sind mit Sandstein verkleidet.